# Elektrárna Siersza

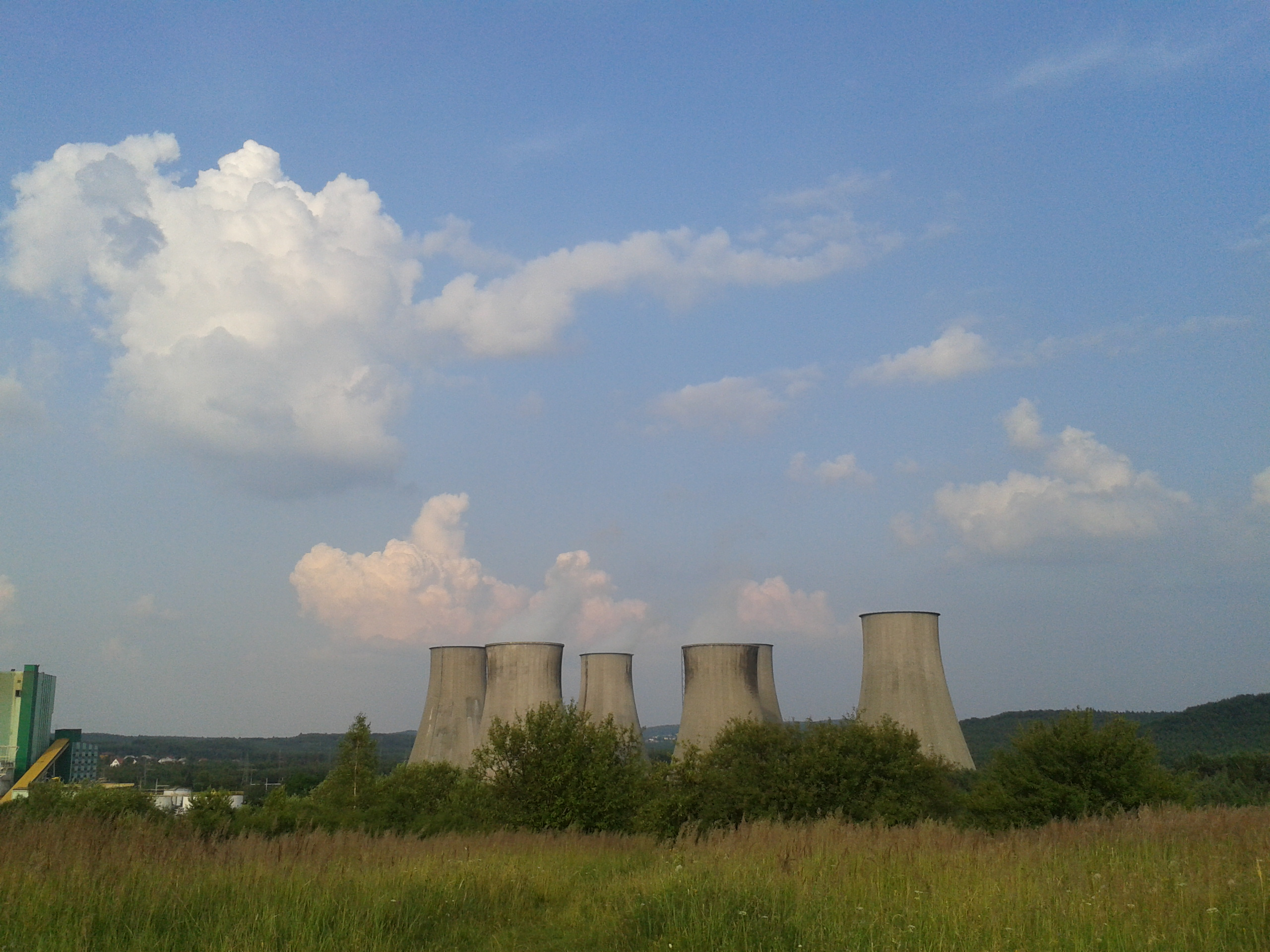
Turbogenerátory elektrárny

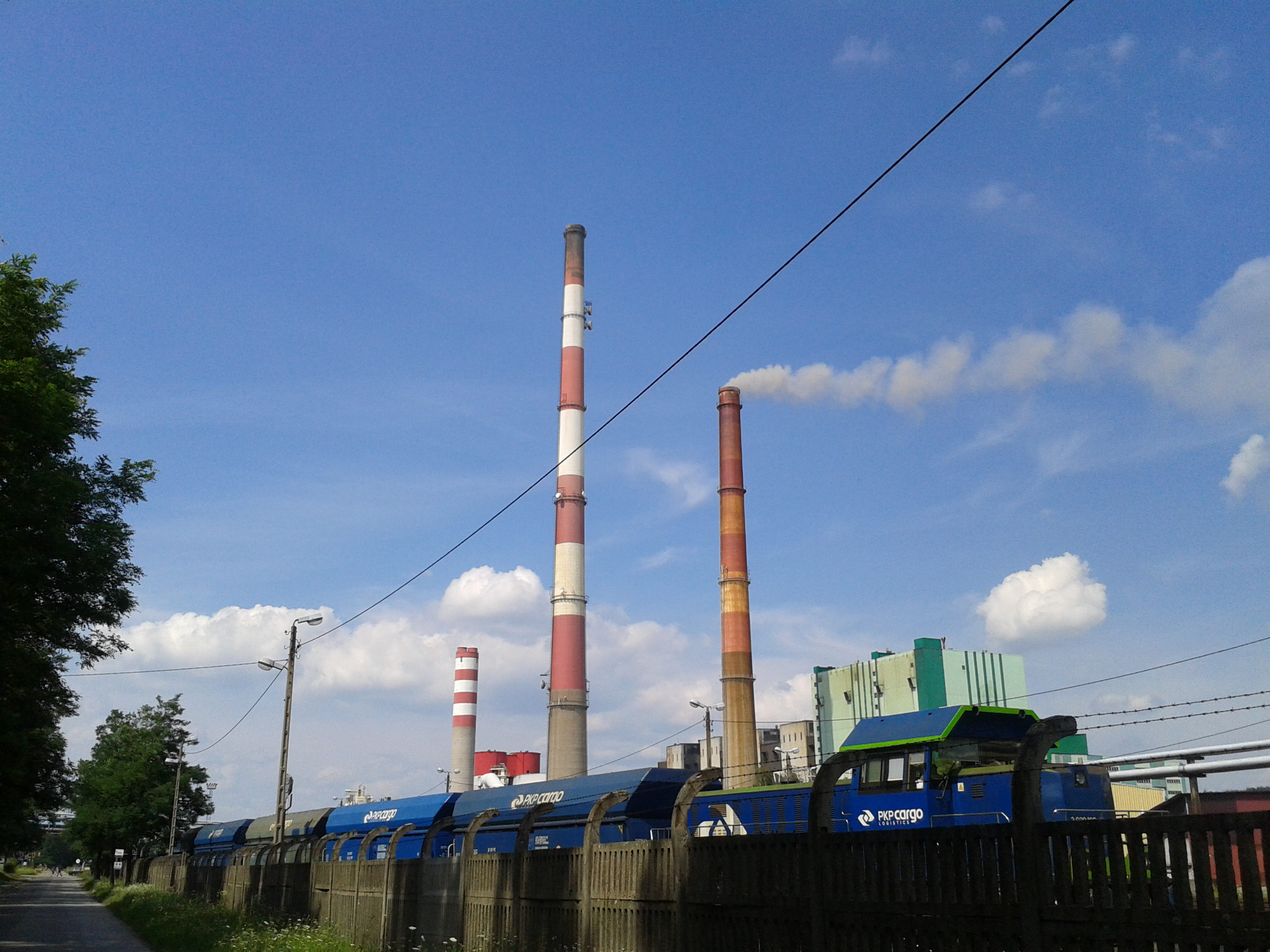
Komíny elektrárny

Elektrárna Siersza je černouhelná tepelná elektrárna poblíž města Trzebinia v Malopolském vojvodství. Provozovatelem elektrárny je společnost Południowy Koncern Energetyczny.

## Historie
Původní tepelná elektrárna nazvaná Siersza Wodna byla dána provozu v roce 1913. Její instalovaný výkon 5 MW se postupně zvyšoval až na 22,5 MW v roce 1928.
S ohledem na nedaleké zásoby černého uhlí byla v 50. letech 20. století zahájena výstavba nové tepelné elektrárny Siersza. První etapa výstavby byla dokončena v roce 1962, kdy začaly pracovat první dva elektrárenské bloky o instalovaném výkonu 2 x 130 MW. Ve druhé etapě byly do roku 1970 vybudovány další čtyři bloky, každý s instalovaným výkonem 120 MW.
Od 29. prosince 2000 je Elektrárna Siersza součástí koncernu Południowy Koncern Energetyczny S.A.

## Současnost
Po provedených opravách a modernizacích bloků 1 a 2, kdy byl zvýšen instalovaný výkon každého z těchto bloků na 153 MW, disponuje elektrárna v současnosti (rok 2008) instalovaným elektrickým výkonem 786 MW, tepelný výkon je 61,3 MWt.